# داء عظمي غضروفي
داء عظمي غضروفي (بالإنجليزية: Osteochondrosis)‏ هي مجموعة من أمراض العظام التي تصيب المفصل الذي يحدث عند الأطفال والمراهقين والحيوانات الأخرى سريعة النمو، وخاصة الخنازير والخيول والكلاب والدجاج اللاحم، وهي تتميز بانقطاع الإمداد الدموي للعظام، وخاصةً للكردوس، تليها نخر عظمي موضعي، وفيما بعد، نمو العظم، يُعرّف هذا الاضطراب بأنه اضطراب محوري في تعظّم داخل الغضروف ويُعتبر سببًا متعدد العوامل، لذلك لا يوجد شيء واحد يفسر جميع جوانب هذا المرض.

## العلامات والأعراض
كل هذه الحالات موجودة تقريبًا مع ظهور ألم غادر يشير إلى موقع التلف العظمي، قد يشتمل بعضها، وخاصة مرض تلين العظم الهلالي في الرسغ، على تورم كبير، ومرض داء ليغ كالفيه بيرثيز في الفخذ يؤدي إلى تعرج المصاب، قد يتسبب الشكل الفقري، وهو مرض شويرمان، في الانحناء، أو الحداب في العمود الفقري العلوي، مما يعطي مظهر «حدس الظهر».

## السبب
السبب النهائي لهذه الحالات غير معروف، ولكن العوامل الأكثر شيوعًا التي ذكرها هي النمو السريع والوراثة والصدمات النفسية (أو الإفراط في الاستخدام) والتشكل التشريحي والاختلالات الغذائية؛ ومع ذلك، فقط التشكل التشريحي والوراثة مدعومة بشكل جيد من قبل الأدب العلمي، الطريقة التي بدأ بها المرض قد نوقشت، على الرغم من أن فشل التمايز الغضروفي، وتشكيل الغضروف الهش، وفشل إمدادات الدم في غضروف النمو، ونخر العظام تحت الغضروف كلها تم اقتراحها كنقطة انطلاق في التسبب في المرض، فإن الأدب الحديث يدعم بقوة فشل إمدادات الدم إلى غضروف النمو حيث أن معظم على الأرجح.

## التشخيص
التصنيف
في البشر، يمكن تصنيف هذه الحالات إلى ثلاث مجموعات:
1. العمود الفقري: مرض شيرمان (المفاصل النخاعية) وهو منحنى في العمود الفقري الصدري.[7]
2. المفصل: مرض ليغ كالفي بيرثيس (أو التنخر اللاوعائي)، ومرض كولر (من العظم الزهري الزهري للقدم)، ومرض بانر (في رأس الكوع)، وخرق فرايبرغ ( من مشط القدم الثاني أو الثالث من القدم وأقل تكرارًا الأول أو الرابع ؛ أحيانًا يسمى مرض فرايبرغ أو مرض فرايبرغ).[8]
3. غير مفصلي: تشمل هذه المجموعة مرض سيفر (من العقدة، أو الكعب)، ومرض كينبوك من جهة، وغيرها من الحالات التي لا تميز بشكل كامل من مرض هشاشة العظام، مثل مرض أوسجود-شلاتر (من السل الظنبوب) والتهاب الغضروف المفصلي.[8]

## التكهنات
تم استخدام مصطلح تنخر العظم الغضروفي لوصف مجموعة واسعة من الآفات بين الأنواع المختلفة، هناك أنواع مختلفة من التشخيص: التنكر، وهي آفة تقتصر على الغضروف الظهاري، تتجلى، آفة تقرن مع تأخير في التعظم داخل الغضروف، والقطع وهو تشكيل مشقوق في الغضروف المفصلي، إن تشخيص هذه الحالات متغير للغاية، ويعتمد على الموقع التشريحي وعلى الوقت الذي يتم اكتشافه فيه، في بعض حالات تنكس العظم الغضروفي، مثل مرض سيفر وانتهاك فرايبرغ، قد تلتئم العظام المعنية بشكل طبيعي نسبيًا وتترك المريض بدون أعراض، على العكس من ذلك، يؤدي مرض ليغ كالفي بيرثيس في كثير من الأحيان إلى ظهور رأس فخذ مشوه يؤدي إلى التهاب المفاصل والحاجة إلى استبدال المفصل.